# Kroksund
Kroksund este o localitate din comuna Hole, provincia Buskerud, Norvegia, cu o suprafață de 0,2 km² și o populație de 314 locuitori (2013).